# 아라카와 유원
아라카와 유원(일본어: あらかわ遊園 아라카와 유엔[*])은 일본 도쿄도 아라카와구에 위치한 유원지이다. 도쿄 23구 내 유일한 공영 유원지이다. 1922년 개원하였으며, 아라카와구 북부의 스미다강을 따라 위치한다. 과거 몇 차례의 개조를 거쳐 현재 구성은 1991년 이후에 이루어진 것이다. 저연령층의 아이들에게 특화된 유원지이다. 도덴 아라카와 선 아라카와유엔치마에 정류장 하차 도보 3분 거리, 도쿄 미즈베 라인 수상 버스 아라카와 유원 하선 도보 1분 거리에 위치하고 있다.